# グロースグロックナー山岳道路

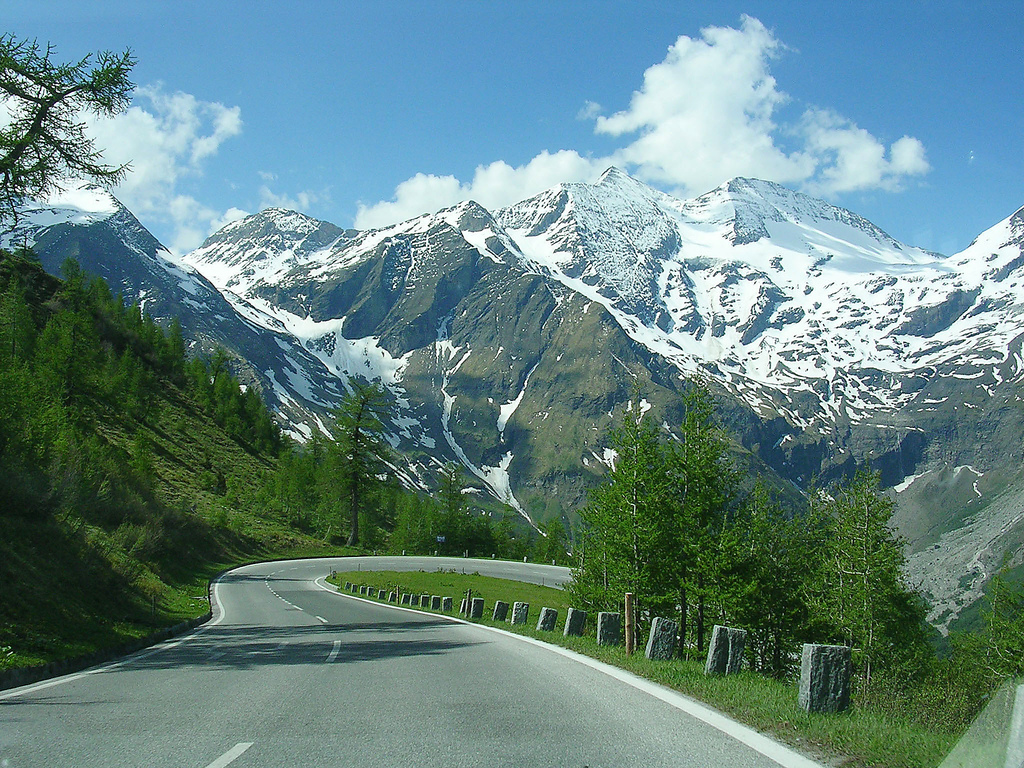
グロースグロックナー山岳道路
ホーホトール峠の北側の本道から南を望む

グロースグロックナー山岳道路（独：Großglockner-Hochalpenstraße）は、舗装道路としてはオーストリアで最高所の峠を超える道である。
ザルツブルク州のブルックと、ケルンテン州のハイリゲンブルートを、標高2504メートルのホーホトール峠（Hochtor Pass）を経由して結んでいる。
この道路は、オーストリア最高峰であるグロースグロックナー山から名付けられている。景色のよい道路であり、通過は有料である。

## ジロ・デ・イタリア
これまで自転車レースのジロ・デ・イタリアで、1971年（第17ステージ）と2011年（第13ステージ）の２回、登場している。